# Terry Davis
Terry Davis (ur. 5 stycznia 1938 w Stourbridge, zm. 9 grudnia 2024) – brytyjski polityk, członek parlamentu z ramienia Partii Pracy. W latach 1970–2004 był wielokrotnie wybierany na członka parlamentu w okręgach w Bromsgrove, Birmingham i Stechford. Jako parlamentarzysta pracował przez 28 lat.
W czerwcu 2004 został wybrany na sekretarza generalnego Rady Europy i w związku z tym zrezygnował z funkcji parlamentarzysty.
Miał dwoje dzieci oraz dwoje wnucząt.